# 25 décembre 1956
Le mardi 25 décembre 1956 est le 360e jour de l'année 1956.

## Naissances
- Billy Martin (tennis), joueur de tennis américain
- Carlos Fernando Borja, joueur de football bolivien
- Charlie Lea (mort le 11 novembre 2011), joueur américain de baseball
- Christine Hakim, actrice indonésienne
- Claude Marceau, écrivain canadien
- Mohamed Saleh Annadif, diplomate tchadien
- Mykola Fesenko, joueur de basket-ball soviétique
- Robert Yergeau (mort le 5 octobre 2011), éditeur, professeur et poète franco-ontarien
- Stéphane Ferrara, acteur de cinéma, théâtre et télévision, ancien boxeur
- Stefan Grüttner, politicien allemand
- Victor Vancier, militant politique américain
- Wallace Johnson, joueur américain de baseball
- Wang Du, plasticien chinois

## Décès
- Robert Walser (né le 15 avril 1878), écrivain suisse